# 12360 Unilandes
12360 Unilandes eller 1993 SQ3 är en asteroid i huvudbältet som upptäcktes den 22 september 1993 av den venezolanske astronomen Orlando A. Naranjo vid Observatorio Astronómico Nacional de Llano del Hato. Den är uppkallad efter Universidad de Los Andes.
Asteroiden har en diameter på ungefär 10 kilometer och den tillhör asteroidgruppen Themis.